# Desoxycytidintriphosphat
Desoxycytidintriphosphat (dCTP) ist einer von vier Bausteinen der Nukleinsäure DNA. Es besteht aus einer Desoxyribose, der Base Cytosin und einer Triphosphat-Gruppe.

## Biosynthese
Die Desoxyribonukleosidtriphosphate werden in der Zelle als energiereiche Verbindungen aus 2'-Desoxyribonucleotid-5'-monophosphat synthetisiert, durch zwei aufeinanderfolgende Phosphorylierungsschritte mit ATP als Phosphatgruppendonor.

## Funktion
dCTP ist einer von vier Bausteinen der DNA. Bei der Angliederung an den DNA-Strang wird Pyrophosphat abgespalten. Der genetische Code der DNA ergibt sich aus der Folge der Basen dieser Bausteine. Da die Base von dCTP das Cytosin ist, codiert dieser Baustein das C dieses Codes.